# Ayuntamiento
 (avril 2024).
La mise en forme du texte ne suit pas les recommandations de Wikipédia : il faut le « wikifier ».
Les points d'amélioration suivants sont les cas les plus fréquents. Le détail des points à revoir est peut-être précisé sur la page de discussion.
- Les titres sont pré-formatés par le logiciel. Ils ne sont ni en capitales, ni en gras.
- Le texte ne doit pas être écrit en capitales (les noms de famille non plus), ni en gras, ni en italique, ni en « petit »…
- Le gras n'est utilisé que pour surligner le titre de l'article dans l'introduction, une seule fois.
- L'italique est rarement utilisé : mots en langue étrangère, titres d'œuvres, noms de bateaux, etc.
- Les citations ne sont pas en italique mais en corps de texte normal. Elles sont entourées par des guillemets français : « et ».
- Les listes à puces sont à éviter, des paragraphes rédigés étant largement préférés. Les tableaux sont à réserver à la présentation de données structurées (résultats, etc.).
- Les appels de note de bas de page (petits chiffres en exposant, introduits par l'outil «  Source ») sont à placer entre la fin de phrase et le point final[comme ça].
- Les liens internes (vers d'autres articles de Wikipédia) sont à choisir avec parcimonie. Créez des liens vers des articles approfondissant le sujet. Les termes génériques sans rapport avec le sujet sont à éviter, ainsi que les répétitions de liens vers un même terme.
- Les liens externes sont à placer uniquement dans une section « Liens externes », à la fin de l'article. Ces liens sont à choisir avec parcimonie suivant les règles définies. Si un lien sert de source à l'article, son insertion dans le texte est à faire par les notes de bas de page.
- La présentation des références doit suivre les conventions bibliographiques. Il est recommandé d'utiliser les modèles {{Ouvrage}}, {{Chapitre}}, {{Article}}, {{Lien web}} et/ou {{Bibliographie}}. Le mode d'édition visuel peut mettre en forme automatiquement les références.
- Insérer une infobox (cadre d'informations à droite) n'est pas obligatoire pour parachever la mise en page.

Pour une aide détaillée, merci de consulter Aide:Wikification.
Si vous pensez que ces points ont été résolus, vous pouvez retirer ce bandeau et améliorer la mise en forme d'un autre article.

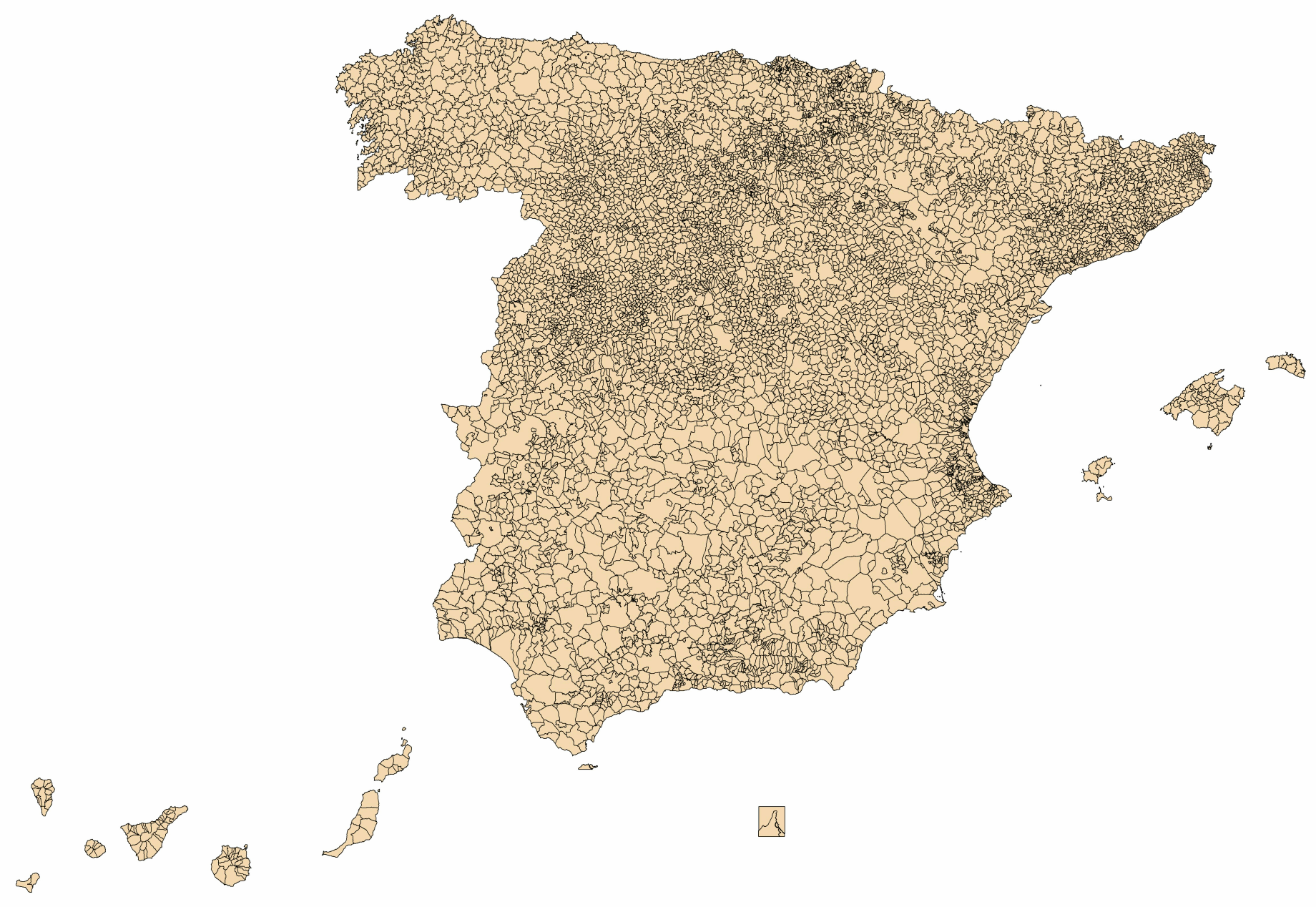
Municipalités espagnoles

Ayuntamiento (prononcé en espagnol : [aʝun̪taˈmjen̪to] ; en catalan Ajuntament) est un terme général désignant le conseil municipal dans plusieurs pays hispanophones. Il se réfère au conseil lui-même (le cabildo) d'une municipalité mais aussi parfois, comme c'est souvent le cas en Espagne et en Amérique latine, il désigne la municipalité.
Le terme Ayuntamiento est principalement utilisé en Espagne. En Amérique latine, le terme alcaldía désigne également les organes directeurs municipaux, en particulier les organes exécutifs, où l'organe législatif et l'organe exécutif sont deux entités distinctes. Dans les régions catalanophones d'Espagne, les municipalités utilisent généralement le terme catalan apparenté, ajuntament, tandis que les municipalités galiciennes utilisent le mot concello, les municipalités Asturiennes conceyu et les municipalités Basques udaletxea. Comme ayuntamiento est un métonyme pour le bâtiment dans lequel le conseil se réunit, il se traduit également en français par « mairie ».

## Histoire
Issus des institutions romaines, consolidés lors de la longue lutte contre les Maures, les Ayuntamientos deviennent influents en accueillant la noblesse, influence qui diminue après la révolte de Padilla en 1521. Le gouvernement des Bourbons les fait disparaitre mais les Cortès, en 1812, en reprennent les principes pour donner au pays des institutions plus démocratiques,,.
Avec les réformes bourboniennes du XVIIIe siècle en Nouvelle Espagne, qui ont créé des intendances et affaibli le pouvoir du vice-roi, les ayuntamientos « sont devenus l'institution représentant les intérêts des groupes oligarchiques locaux et régionaux qui s'enracinent alors profondément dans leurs territoires ». La Constitution espagnole de 1812 prévoit la transformation de l'ayuntamiento, auparavant dominé par les élites, en une institution représentative avec des élections. L'article 310 demande la création d'un ayuntamiento pour toutes les localités de plus de 1 000 habitants.
Abolis par Ferdinand VII, rétablis par les Cortès en 1823, les Ayuntamientos sont de nouveau détruits après l'invasion française. La constitution de 1837, après la guerre civile, consacre la Constitution de Cadix de 1812, les Ayuntamientos, présidés par les Alcades, sont issus du libre suffrage populaire et appelés aux plus hautes fonctions. Ils ne peuvent alors être dissous qu'avec l'assentiment des Cortès. Les élections aux Cortès, la police, l'organisation des gardes nationales, la levée des impôts, entrent dans leurs attributions. Ces importants pouvoirs amènent des conflits avec le gouvernement d'Espartero,,.
Ainsi, en 1840, le projet privant les Ayuntamientos de la puissance politique pour leur laisser uniquement l'administration municipale provoque la révolte d'Espartero et amène la chute de la reine régente Marie-Christine. En 1844, la loi est acceptée par le parti modéré qui siège aux Cortès,,.

## Organe législatif local
En Amérique latine, il existe plusieurs termes pour désigner les organes législatifs des municipalités. Le terme consejo est utilisé en Argentine, au Chili, en Colombie, au Costa Rica et au Pérou. Au Mexique, le terme ayuntamiento désigne le conseil (qui se désigne lui-même comme le H. Ayuntamiento ou el Honorable Ayuntamiento). Les municipalités portoricaines ont une legislatura municipal. Au Pérou, le terme ayuntamiento n'est jamais utilisé ; il s'agit plutôt de municipalidad, consejo provincial ou consejo distrital (conseil de district). Dans la plupart de ces pays, les fonctions exécutives sont assurées par un alcalde qui détient le pouvoir exécutif, l'équivalent du maire (à ne pas confondre avec l'alcalde historique, qui était magistrat).

## Utilisation
Le terme ayuntamiento était souvent précédé du mot excelentísimo (« le plus excellent »), lorsqu'il faisait référence au conseil. Cette expression est souvent abrégée par Excmo. Ayuntamiento. Les autres noms d'ayuntamiento ont été casa de cabildo (maison du cabildo), casa capitular, casa consistorial ou encore casa del concejo.
Le nom est encore conservé pour nommer les hôtels de ville dans les pays hispanophones.